# Orologio a cucù

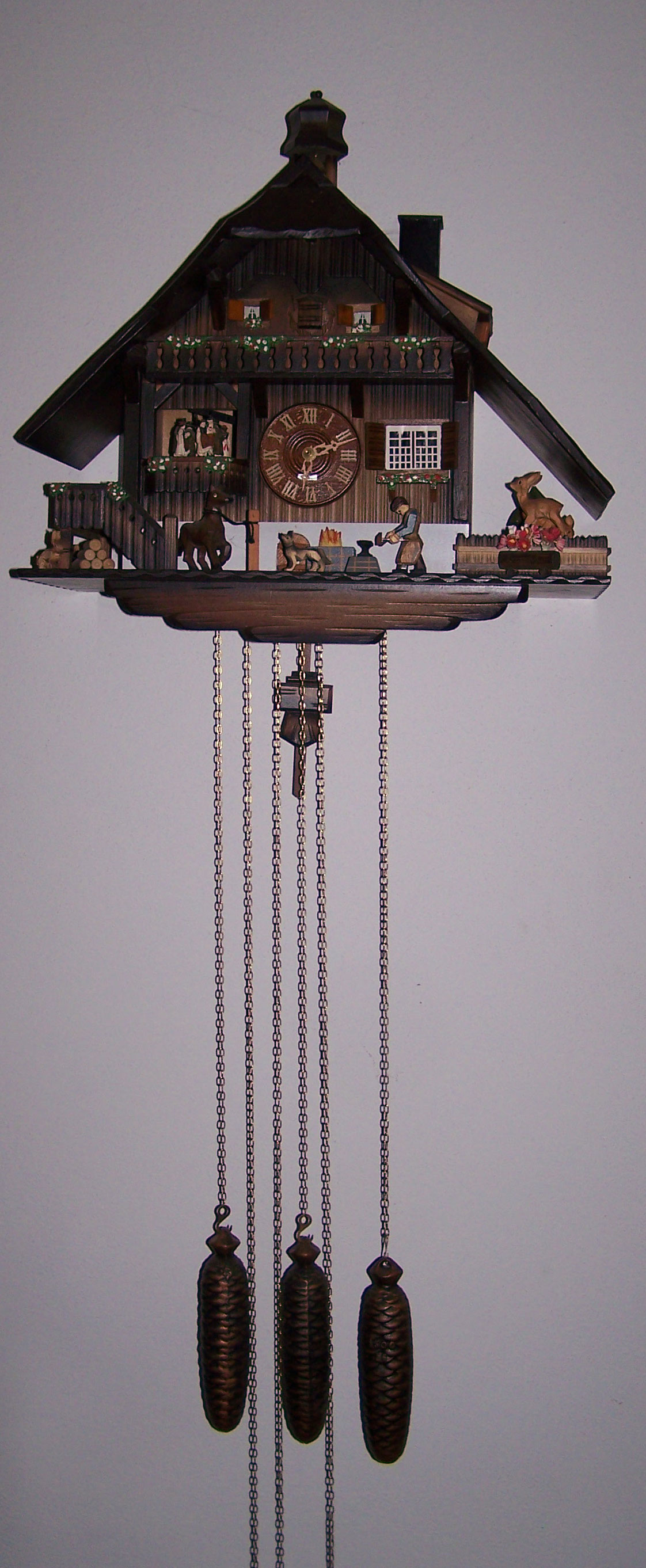
Orologio a cucù a muro del XX sec.

L'orologio a cucù è un dispositivo per la misura del trascorrere del tempo che segnala il passaggio delle ore con l'uscita del modello di un uccellino dalla cassa dell'orologio stesso, accompagnata da un suono che imita il caratteristico verso del cuculo. Dal punto di vista del funzionamento meccanico tradizionalmente gli orologi a cucù sono orologi a pendolo, ma esistono modelli moderni al quarzo.
Comunemente ritenuto di origine svizzera, l'invenzione di questo tipo di orologio è in realtà attribuita a Franz Ketterer, orologiaio tedesco nativo di Schönwald im Schwarzwald nella Foresta Nera, che nel 1738 inserì una suoneria imitante il verso del cuculo negli orologi artigianali realizzati nella zona fin dal 1630.
Nel corso degli anni l'orologio a cucù è diventato un souvenir caratteristico della Svizzera e del sud della Germania e anche oggetto da collezione. Alcuni modelli sono infatti pregiati mobili o soprammobili di legno intagliato o sono considerati pregevoli opere di meccanica artigianale di precisione. Esistono pezzi dotati di elaborate suonerie, organi musicali e complessi meccanismi scenografici animati, per la maggior parte rappresentanti scenari bucolici montani.

## Descrizione
Gli orologi a cucù sono in genere caratterizzati da un design di tipo tradizionale con cassa di legno intagliata con foglie, animali, abitazioni tradizionali o figure umane vestite con i costumi tipici e contrappesi del meccanismo a pendolo a forma di pigna, esistono però numerosi modelli moderni che mostrano uno stile semplificato o minimalista.
Per imitare il verso del cuculo Ketterer impiegò due piccoli flauti con tonalità diverse all'interno dei quali l'aria era soffiata da due mantici, funzionando quindi come un piccolo organo a canne. Il sistema inventato da Ketterer è tuttora in uso negli orologi a cucù tradizionali, mentre in molti orologi di tipo moderno la suoneria è di tipo elettronico.

## Storia

### Primi orologi a cucù moderni
Nel 1629, molti decenni prima che l'orologeria fosse fondata nella Foresta Nera, un commerciante di Augusta di nome Philipp Hainhofer (1578–1647) scrisse una delle prime descrizioni conosciute di un moderno orologio a cucù. A Dresda visitò la Kunstkammer (Gabinetto delle curiosità) del principe elettore August von Sachsen. Una delle stanze conteneva un orologio a rintocchi con un uccellino in movimento, un cuculo che annunciava ogni quarto d'ora, che descrisse brevemente così: "con le sue ali che sbattono e versa zucchero dalla sua coda" (tradotto dal tedesco). Hainhofer non descrive come poteva essere questo orologio e chi lo avesse costruito. Questo pezzo non fa più parte della collezione Dresden Green Vault, ma appare in un inventario del 1619 come: "Inoltre, c'è anche una nuova voce. 1 Orologio con un cuculo che urla. Si erge su un piedistallo nero di ebano sul petto del barbiere” (tradotto dal tedesco).
L'orologio di Dresda non avrebbe dovuto essere unico, perché il cucù meccanico era considerato parte delle arti meccaniche conosciute nel XVII secolo. In un noto manuale di musica, Musurgia Universalis (1650), lo studioso Athanasius Kircher descrive un organo meccanico con diverse figure automatizzate, tra cui un cuculo meccanico. Questo libro contiene la prima descrizione documentata, in parole e immagini, di come funziona un cuculo meccanico. Kircher non ha inventato il meccanismo a cucù, perché questo libro, come le altre sue opere, è una raccolta di fatti noti in un manuale a scopo di riferimento. L'incisione mostra chiaramente tutti gli elementi di un cuculo meccanico. L'uccello apre automaticamente il becco e muove sia le ali che la coda. Contemporaneamente si sente il fischio, il richiamo del cuculo, creato da due canne d'organo, accordate su una terza minore o maggiore.
D'altra parte, nel 1669 Domenico Martinelli, nel suo manuale Horologi Elementari, suggerisce di utilizzare il richiamo del cuculo per indicare le ore. A partire da quel momento era noto il meccanismo dell'orologio a cucù. Qualunque meccanico o orologiaio, che sapesse leggere il latino o l'italiano, sapeva dopo aver letto i libri che era possibile far annunciare le ore dal cuculo.
Successivamente, gli orologi a cucù apparvero in regioni che non erano note per la loro orologeria. Ad esempio, l'Historische Nachrichten (1713), una pubblicazione anonima generalmente attribuita al predicatore di corte Bartholomäus Holzfuss, menziona un orologio musicale nel palazzo Oranienburg a Berlino. Questo orologio, originario della Prussia occidentale, suonava otto inni della chiesa e aveva un cuculo che annunciava i quarti d'ora. Purtroppo questo orologio, come quello citato da Hainhofer nel 1629, non è più rintracciabile oggi.
Nel XVIII secolo, gli abitanti della Foresta Nera iniziarono a costruire orologi a cucù.

### Primi orologi a cucù realizzati nella Foresta Nera

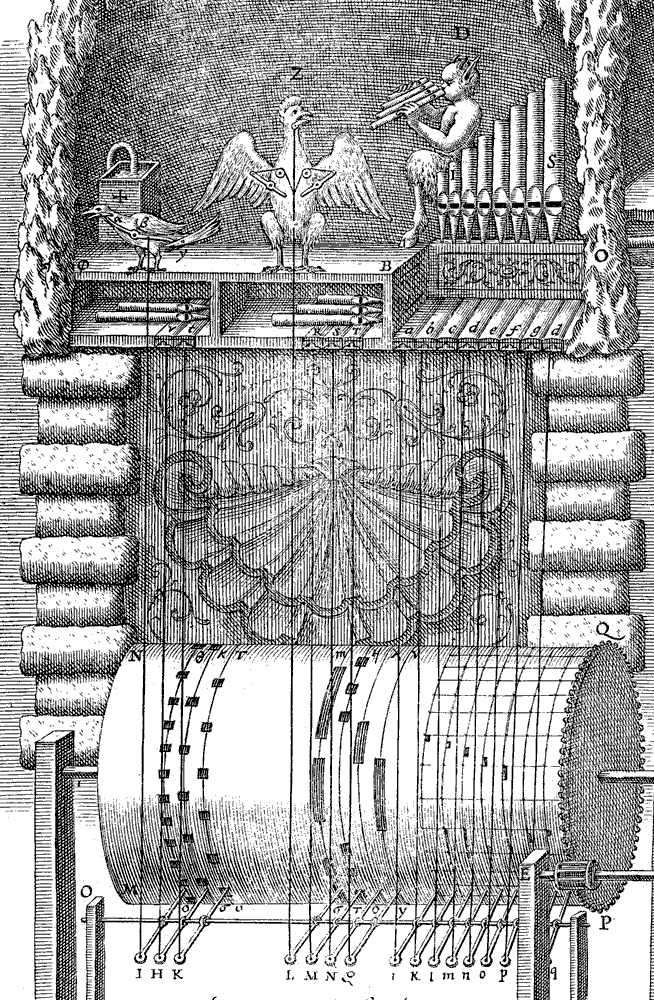
Cuculo meccanico, 1650. Oltre a un satiro suonatore di flauto e un gallo, nella parte sinistra dell'incisione è raffigurata anche una figura di cuculo.

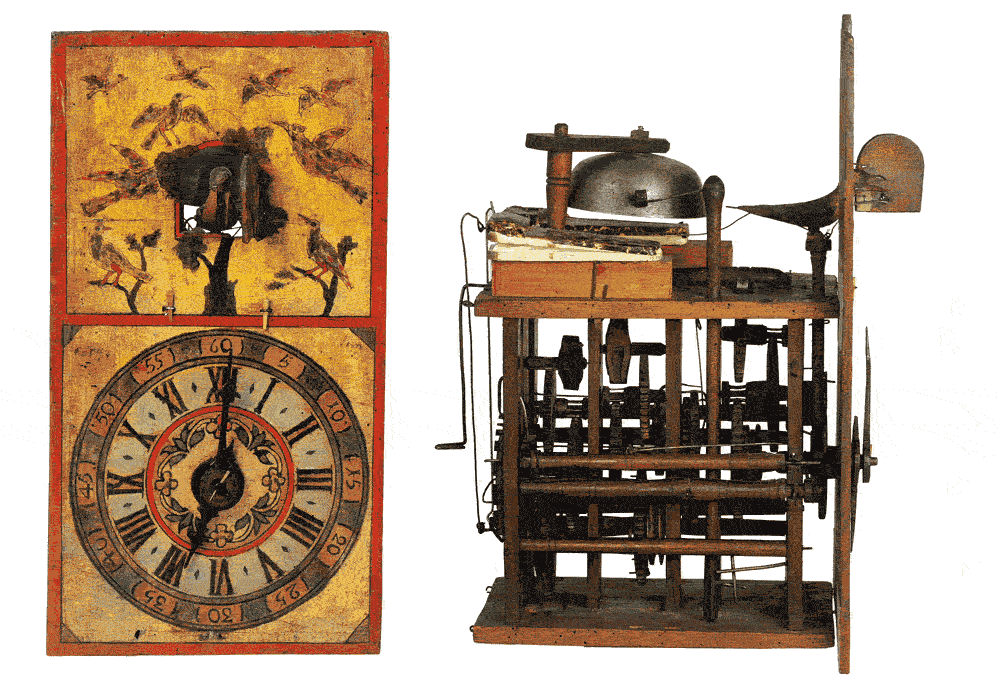
Primo orologio a cucù con movimento a vista e scudo decorato con carta dipinta, Foresta Nera, 1760–1780 (Deutsches Uhrenmuseum).

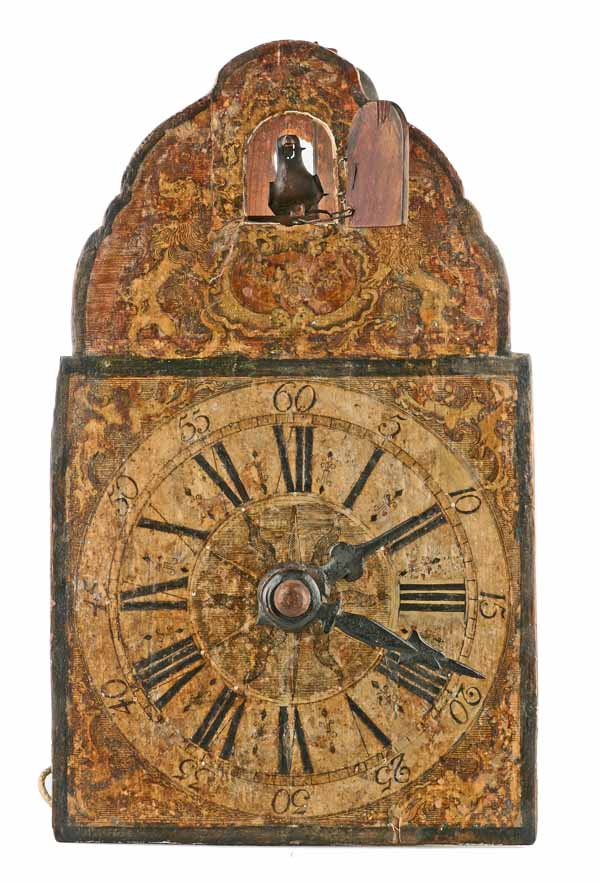
Antico orologio a cucù con movimento in legno a vista e scudo decorato con carta incollata e dipinta, Johannes Wildi, Eisenbach, circa 1780. (Deutsches Uhrenmuseum).

Non è chiaro chi abbia costruito i primi orologi a cucù nella Foresta Nera, ma c'è unanimità sul fatto che l'insolito orologio con il richiamo dell'uccello conquistò molto rapidamente la regione. Entro la metà del XVIII secolo, diversi piccoli negozi di orologeria tra Neustadt e Sankt Georgen producevano orologi a cucù in legno e scudi decorati con carta. Dopo un viaggio nella Germania sud-occidentale nel 1762, il conte Giuseppe Garampi, prefetto degli archivi vaticani, osservava: "In questa regione si producono grandi quantità di orologi a movimento in legno, e anche se prima non erano del tutto sconosciuti, ora sono stati perfezionati, e si è iniziato a dotarli del richiamo del cuculo".
È difficile giudicare quanto fosse grande la percentuale di orologi a cucù rispetto alla produzione totale dei primi orologi della Foresta Nera. In base alla proporzione di pezzi sopravvissuti fino ad oggi, doveva essere una piccola frazione della produzione totale. In particolare gli orologi a cucù del XVIII secolo, in cui tutte le parti del movimento, compresi gli ingranaggi, erano in legno. Sono estremamente rari, Wilhelm Schneider è stato in grado di elencare solo una dozzina di pezzi con movimenti in legno nel suo libro Frühe Kuckucksuhren (Early Cuckoo Clocks) (2008). L'orologio a cucù rimase un prodotto di nicchia fino alla metà dell'Ottocento, realizzato da poche botteghe specializzate.
Per quanto riguarda le sue origini oscure, ci sono due favole principali dei primi due cronisti dell'orologeria della Foresta Nera che raccontano storie contraddittorie al riguardo: la prima è di padre Franz Steyrer, scritto nella sua Storia dell'arte dell'orologeria nella Foresta Nera (Geschichte der Schwarzwälder Uhrmacherkunst) nel 1796. Descrive un incontro, avvenuto intorno al 1742, tra due venditori ambulanti di orologi (Uhrenträger, letteralmente "portatori di orologi", che portavano sulla schiena i quadranti e i movimenti esposti su enormi zaini), Joseph Ganther di Neukirch (Furtwangen) e Joseph Kammerer di Furtwangen, che incontrò un commerciante boemo itinerante che vendeva orologi a cucù in legno. Quando sono tornati a casa, hanno portato con sé questa novità, poiché aveva attirato la loro attenzione, e l'hanno mostrata a Michael Dilger di Neukirch e Matthäus Hummel di Glashütte, che ne sono rimasti molto soddisfatti e hanno iniziato a copiarla. La sua popolarità crebbe nella regione e sempre più orologiai iniziarono a produrli. A proposito di questa cronaca, lo storico Adolf Kistner affermava nel suo libro Die Schwarzwälder Uhr (L'orologio della Foresta Nera), pubblicato nel 1927, che non esiste alcun orologio a cucù boemo per verificare la tesi che un tale orologio fosse utilizzato come campione per copiare e produrre orologi a cucù della Foresta Nera. La Boemia non aveva un'industria orologiera fondamentale durante quel periodo.
La seconda storia è raccontata da un altro sacerdote, Markus Fidelis Jäck, in un passaggio estratto dal suo rapporto Darstellungen aus der Industrie und des Verkehrs aus dem Schwarzwald (Descrizioni dell'industria e dei trasporti della Foresta Nera), (1810) così disse: "L'orologio a cucù è stato inventato (nei primi anni 1730) da un maestro orologiaio, Franz Anton Ketterer di Schönwald. Questo artigiano adornava un orologio con un uccello in movimento che annunciava l'ora con il richiamo del cuculo. Il maestro orologiaio ottenne l'idea di come fare il richiamo del cuculo dal mantice di un organo da chiesa". Sfortunatamente, né Steyrer né Jäck citano alcuna fonte per le loro affermazioni, rendendole non verificabili.
Col passare del tempo, la seconda versione è diventata la più popolare ed è quella generalmente correlata oggi, sebbene le prove ne suggeriscano l'inesattezza. Questo tipo di orologio è molto più antico dell'orologeria della Foresta Nera. Già nel 1650, il cuculo meccanico faceva parte della conoscenza comune registrata nei manuali. Ci è voluto quasi un secolo perché l'orologio a cucù trovasse la sua strada nella Foresta Nera, dove per molti decenni è rimasto un minuscolo prodotto di nicchia.
Inoltre, R. Dorer ha sottolineato nel 1948 che Franz Anton Ketterer (1734–1806) non avrebbe potuto essere l'inventore dell'orologio a cucù nel 1730, perché non era ancora nato. Questa affermazione è stata confermata da Gerd Bender nell'ultima edizione del primo volume della sua opera Die Uhrenmacher des hohen Schwarzwaldes und ihre Werke (Gli orologiai dell'alta foresta nera e le loro opere) (1998) in cui scriveva che l'orologio a cucù non era originario della Foresta Nera e affermò anche che: "Non ci sono tracce della prima linea di produzione di orologi a cucù realizzati da Ketterer". Schaaf, in Schwarzwalduhren (Orologi della Foresta Nera) (1995), fornisce la propria ricerca che porta alla costruzione dei primi cuculi in Franconia e nell'area della Bassa Baviera, nel sud-est della Germania, (che forma oggi i due terzi settentrionali dello Stato Libero di Baviera), in direzione della Boemia (oggi la regione principale della Repubblica Ceca), che osserva, dà credito alla Versione Steyrer.
Sebbene l'idea di posizionare un uccello a cucù automa in un orologio per annunciare il passare del tempo non sia nata nella Foresta Nera, l'orologio a cucù come è conosciuto oggi (nella sua forma tradizionale decorata con sculture in legno) proviene da questa regione situata in Germania sudoccidentale. Le persone della Foresta Nera che hanno creato l'industria degli orologi a cucù l'hanno sviluppata e continuano a escogitare nuovi design e miglioramenti tecnici.
Anche se la funzionalità del meccanismo a cucù è rimasta sostanzialmente invariata, l'aspetto è cambiato con l'evoluzione del design della cassa e dei movimenti dell'orologio nella regione. Intorno al 1800 apparvero i primi orologi a scudo laccati, i cosiddetti Lackschilduhr ("orologio a scudo laccato"), caratterizzati dall'avere un quadrante di legno quadrato piatto dipinto, dietro il quale era attaccato tutto il meccanismo dell'orologeria. In cima alla piazza c'era solitamente un semicerchio di legno dipinto riccamente decorato che conteneva la porta per il cuculo. Questi di solito raffiguravano motivi floreali, come rose, e spesso avevano una colonna dipinta, su entrambi i lati del girone, altri erano decorati anche con frutti. Alcuni pezzi riportavano sul quadrante anche i nomi degli sposi, normalmente dipinti dalle donne. In questo modello non c'era un armadio che circondava l'orologio. Questo design era il più diffuso durante la prima metà del XIX secolo.
Entro la metà del XIX secolo, i Black Foresters iniziarono a sperimentare una varietà di forme. Negli anni Quaranta dell'Ottocento l'azienda Beha vendeva già orologi a cucù da tavolo in stile Biedermeier. Fino ad ora, gli orologi erano stati realizzati principalmente con un grande riparo che nascondeva dietro il movimento, senza una cassa che lo circondasse. Ora, per la prima volta, gli orologi con una vera cassa sono stati prodotti in gran numero. Questi orologi dalle forme geometriche semplici, alcuni con colonnine su entrambi i lati del quadrante per la decorazione, ricordano l'arte del periodo Biedermeier. Tali pezzi furono costruiti tra il 1840 e il 1890 e talvolta un cuculo era incluso in questi semplici" orologi Biedermeier". Alcuni modelli avevano anche un dipinto di una persona o di un animale con gli occhi in movimento.
Verso la metà del XIX secolo fino al 1880 divennero disponibili anche orologi a cucù con cornice. Come suggerisce il nome, questi orologi da parete erano costituiti da una cornice, solitamente con una tipica scena della Foresta Nera dipinta su un fondo di legno o su una lamiera, usando litografia, serigrafia e altre tecniche. Altri temi comuni raffigurati erano; caccia, amore, famiglia, morte, nascita, mitologia, scene religiose militari e cristiane. Opere di pittori come Johann Baptist Laule (1817–1895) e Carl Heine (1842–1882) furono utilizzate per decorare i frontali di questo e altri tipi di orologi. Il dipinto era quasi sempre protetto da un vetro e alcuni modelli raffiguravano anche una persona o un animale con occhi ammiccanti o provocanti, essendo azionati da un semplice meccanismo azionato tramite l'oscillazione del pendolo. Il cuculo normalmente prendeva parte alla scena dipinta e usciva in terza dimensione, come al solito, per annunciare l'ora.
Un altro tipo di orologio con cornice (Rahmenuhr) prodotto nella regione a partire dalla metà del XIX secolo, era basato su un modello viennese del 1830 circa. La parte anteriore di questi orologi era decorata con una lastra di ottone stampata in serie. All'ottone è stata data una superficie color oro lucidandolo o trattandolo con acido nitrico. Alcuni di questi pezzi, prodotti in gran numero fino al 1880, erano disponibili anche con meccanismo a cucù.
Per quanto riguarda le custodie a forma di casetta, negli anni Settanta dell'Ottocento la ditta Beha commercializzò modelli da tavolo e da parete di notevoli dimensioni, le cosiddette Herrenhäusle ("House of Lords", casa padronale o magione), le cui dettagliate custodie in legno replicavano le finestre della soffitta da cui il cuculo esce, un tetto di scandole con camino, grondaie, ecc.
D'altra parte, dal 1860 fino all'inizio del XX secolo, le custodie venivano prodotte in un'ampia varietà di stili come; Neoclassico o georgiano (alcuni pezzi esibivano anche un dipinto), neogotico, neorinascimentale, neobarocco, Art Nouveau, ecc., diventando un oggetto decorativo adatto per la casa borghese. Questi orologi sono meno comuni di quelli popolari che sembrano case dei guardiani (orologi in stile Bahnhäusle) e potrebbero essere orologi da mensola, da parete o da mensola.
Tuttavia, il popolare Bahnhäusleuhr ("orologio della casa ferroviaria") a forma di casa ha praticamente costretto l'interruzione di altri stili entro pochi decenni.

### Stile chalet, il contributo svizzero

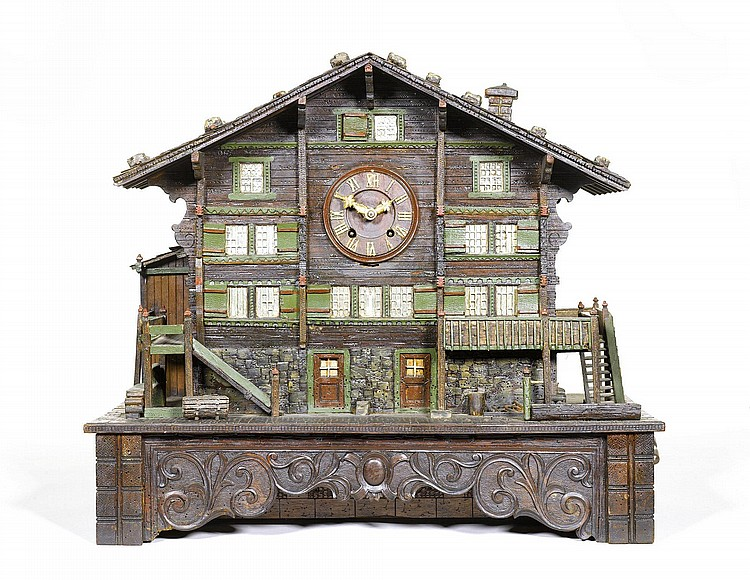
Orologio a cucù da tavolo svizzero con cassa a forma di chalet alpino svizzero, Brienz. È dotato di un carillon con otto melodie, circa 1900.

L'orologio a cucù in stile chalet, la cui cassa riproduce in scala una fattoria tradizionale, ha origine in Svizzera nel XIX secolo. Gli chalet svizzeri in miniatura risalgono agli inizi dell'intaglio artistico del legno a Brienz, all'inizio del XIX secolo. Lo chalet Brienzerware divenne un souvenir popolare, consentendo ai turisti di portare a casa un esplicito ricordo di una struttura svizzera per antonomasia, sebbene alcuni fossero di dimensioni piuttosto grandiose, misurando tre o più piedi di diametro. Molti di questi chalet, realizzati in diverse dimensioni, fungevano anche da carillon, portagioie, oggetti decorativi, orologi, ecc. Alcuni di questi orologi da tavolo avevano anche la caratteristica aggiuntiva di un cuculo o il tandem composto da un cuculo e una quaglia.
Alla fine, i produttori della Foresta Nera hanno incorporato lo stile chalet nella loro produzione all'inizio del XX secolo, e rimane ancora una scelta popolare, insieme a quelli scolpiti, tra gli acquirenti di questo oggetto di culto. I casi sono solitamente realizzati dopo le tradizionali fattorie di diverse regioni, come la Foresta Nera, le Alpi svizzere, l'Emmental, la Baviera e il Tirolo. Spesso hanno un movimento musicale, oltre a figurine in movimento e alcuni altri elementi.
Contrariamente alla credenza popolare, la Svizzera non è il luogo di nascita dell'orologio a cucù. Nel mondo di lingua inglese, gli orologi a cucù sono sufficientemente identificati con la Svizzera che il film del 1949 Il terzo uomo ha un discorso spesso citato (e aveva anche degli antecedenti) in cui il malvagio Harry Lime dice beffardamente che "In Svizzera hanno avuto amore fraterno, cinquecento anni di democrazia e pace. E cosa ha prodotto? L'orologio a cucù."

### In Inghilterra

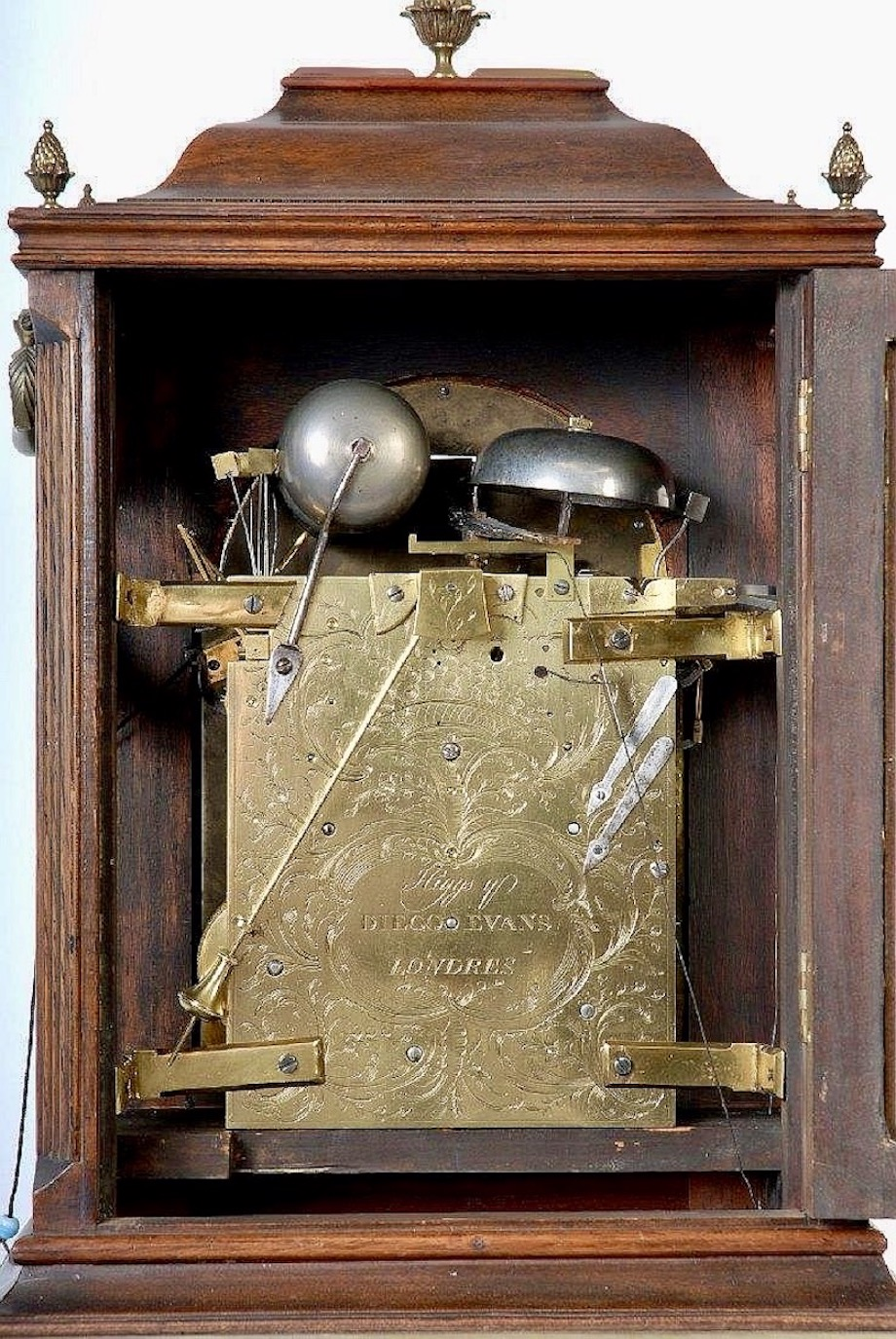
Orologio a cucù a staffa di Higgs & Diego Evans, Londra, ca. 1785.

Oltre che nella Foresta Nera, l'orologio a cucù è stato realizzato anche in Inghilterra nel XVIII secolo. Sembra che siano stati prodotti pochissimi di questi segnatempo londinesi, un'indicazione che a quei tempi, prima della diffusione mondiale dell'orologio a cucù dalla seconda metà del XIX secolo, non c'era una grande richiesta per tali oggetti.
Ne esiste almeno un esemplare, destinato al mercato spagnolo. Si tratta di un orologio a staffa Giorgio III del 1785 circa, a otto giorni (il termine si riferisce a un orologio con movimento meccanico che deve essere caricato una volta alla settimana con una chiave), tre fusee (carrucole a forma di cono con una scanalatura elicoidale attorno), scappamento a verga, che annuncia i quarti su otto campane e dà le ore su un cucù dai toni profondi. Alla base della cassa, sotto il movimento, si trovano le due canne e il mantice per il canto degli uccelli. Quei tubi sono posizionati orizzontalmente, la stessa posizione vista nei primi cuculi della Foresta Nera. Sia il quadrante che la piastra posteriore riccamente incisa recitano: "Higgs y/Diego Evans/Londres".
Robert Higgs e suo figlio Peter erano in società insieme come Robert e Peter Higgs, e successivamente, tra il 1780 e il 1785 con James Evans, che a volte si definiva in spagnolo come Diego Evans. Hanno scambiato orologi musicali e altri complessi, molti per il mercato spagnolo.
A metà del XX secolo, Camerer, Cuss & Co., Londra, un rivenditore di orologi della Foresta Nera, ecc., ha prodotto alcuni modelli diversi a forma di casa a graticcio in stile Tudor. L'uccello era in fusione di alluminio con becco mobile e ali fisse ei pesi erano cilindrici, anziché a forma di pigna. Furono presentati in un cinegiornale di Pathé News nel 1950.
Secondo l'autore Terence Camerer Cuss, l'azienda sperava di produrli in grandi quantità, ma a causa dell'elevato costo di produzione, tra il 1949 e il 1951 ne furono realizzati solo cinquanta. Uno di essi, contrassegnato con "01", fu dal creatore all'allora principe Carlo nel 1949 e fa parte della Royal Collection.

### Negli Stati Uniti
Gli orologi a cucù sono stati importati negli Stati Uniti dagli immigrati tedeschi per molto tempo, soprattutto nel XIX secolo. Ci sono due noti produttori di orologi a cucù negli Stati Uniti: la New England Cuckoo Clock Company è stata fondata nel 1958 da W. Kenneth Sessions Jr. e ha operato a Bristol, nel Connecticut. Il design dei modelli è chiaramente americano. Gli orologi sono stati realizzati con orologi Hubert Herr importati da Triberg. I quadranti in carta stampata e colorata degli orologi sono inconfondibili, così come il primo design americano. Sono stati progettati da Nils Magnus Tornquist. È stato offerto anche un orologio in kit.
Il secondo è l'American Cuckoo Clock Company di Philadelphia, Pennsylvania, che ebbe origine nel 1890 e importava orologi tedeschi. Alla fine, l'azienda è passata all'importazione di orologi e alla costruzione di orologi a cucù negli Stati Uniti.

### In Portogallo e Brasile

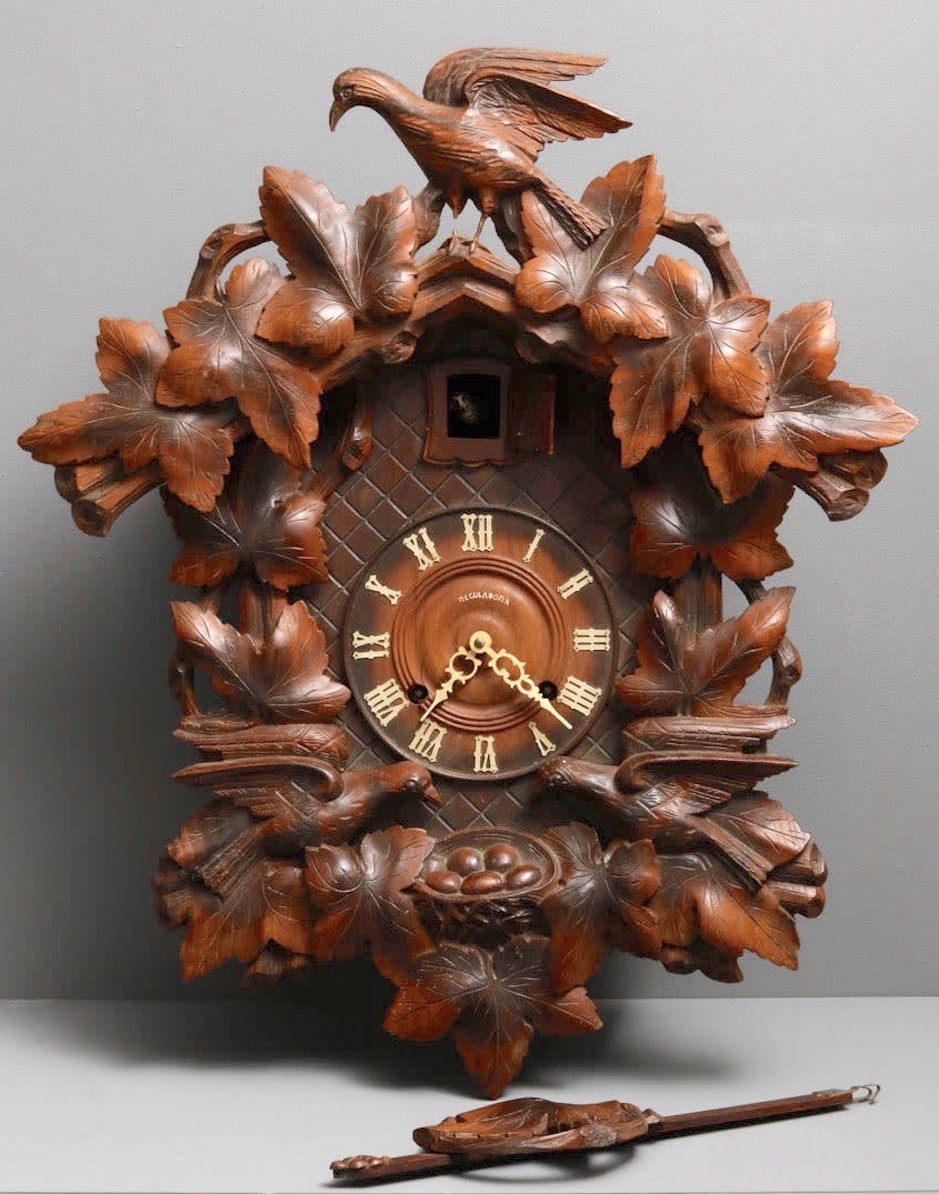
Orologio Reguladora a molla, Portogallo, anni '50. Lo stesso modello è nella collezione del senatore John Heinz History Center.

Negli anni '40 e '50 gli orologi a cucù furono realizzati in Portogallo dalla Fábrica Nacional de Relógios A Boa Reguladora, Reguladora del 1953, a Vila Nova de Famalicão. I loro modelli erano nello stile tradizionale della Foresta Nera, con animali e foglie intagliati nel legno, e potevano essere azionati da molle o pesi. Fin dai suoi primi anni, l'azienda orologiera portoghese è stata un'impresa completamente integrata, producendo le proprie casse e movimenti (fino al 1995). Nei cataloghi successivi, vendevano cuculi importati dalla Germania.
In Brasile sono stati prodotti tra gli anni '40 e gli anni '70 commercializzati con diversi marchi come Astro, Rei, H e Inrebra, gli ultimi due da INREBRA (Indústria de Relógios do Brasil Ltda.), São Paolo. Come i cucù portoghesi, si ispiravano ai modelli della Foresta Nera, con intagli in legno o custodie a forma di chalet. 

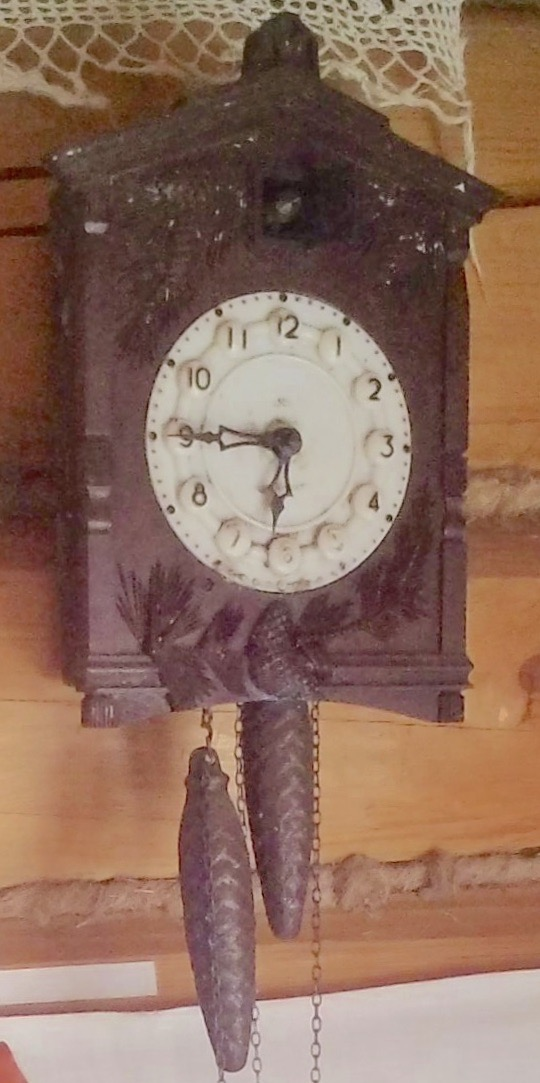
Orologio a cucù Majak con frontale in bachelite decorato con rami di abete rosso. Museo Rami Garipov.

### Nell'Unione Sovietica e nell'Asia orientale
Dall'inizio degli anni '50 fino agli anni '90, gli orologi a cucù sono stati realizzati nell'ex Unione Sovietica dalla fabbrica di orologi Serdobsk, che sono stati venduti con il marchio Маяк (traslitterato come Majak) dal 1963. Hanno prodotto una gamma di modelli con uno stile distintivo; un frontale colorato dipinto con motivi floreali e vegetali, rami di abete rosso in rilievo, motivi russi, decorazione di base o qualsiasi, una testa di cervo in cima, ecc. Un modello in particolare, composto da un uccello in alto e cinque foglie di vino era direttamente basato su un orologio della Foresta Nera.
In Giappone, la sua produzione iniziò nel 1949. Quei primi segnatempo, nello stile della Foresta Nera, erano commercializzati con il marchio Poppo da Tezuka Clock Co., Ltd., Tokyo, e di solito avevano impresso "Made in Occupied Japan" su piastra e quadrante. Questo termine è stato utilizzato in articoli prodotti nel paese tra la fine del 1945 e l'inizio del 1952, dopo la seconda guerra mondiale.
In Cina e Corea del Sud, anche gli orologi a cucù iniziarono a essere prodotti nella seconda metà del XX secolo.

### Orologi a cucù di design
L'inizio del 21º secolo ha visto una rivitalizzazione dell'iconico segnatempo con design, materiali, tecnologie, forme e colori mai visti prima nella produzione di orologi a cucù. Questi segnatempo si distinguono per la loro estetica funzionale, schematica e minimalista.
Sebbene nel 20º secolo fossero già stati prodotti design semplificati con linee semplici e chiare, il vero boom di vedere l'orologio a cucù come un oggetto di design, dove la creatività e il talento dei designer si esprimono liberamente e dove l'unico limite sembra essere l'immaginazione, è stato avviato negli anni 2000 (i primi esempi risalgono agli anni '90), in particolare in Italia, Germania e Giappone.
Esiste un'ampia varietà di modelli, molti dei quali creazioni d'avanguardia realizzate con diversi materiali e forme geometriche, come rombi, quadrati, cubi, cerchi, rettangoli, ecc. Senza intagli, questi orologi sono generalmente piatti e lisci. Alcuni sono dipinti in un unico colore mentre altri sono policromi con dipinti astratti o figurativi, altri includono testo e frasi, ecc. Possono essere di quarzo, meccanici e talvolta digitali.

## Musei
In Europa, i musei che espongono collezioni sono il Cuckooland Museum nel Regno Unito con più di 700 orologi, il Deutsches Uhrenmuseum e il Dorf- und Uhrenmuseum Gütenbach in Germania.
Una delle più grandi collezioni private degli Stati Uniti aperta al pubblico si trova a Minneapolis. Contiene più di 300 orologi a cucù.

## Galleria d'immagini

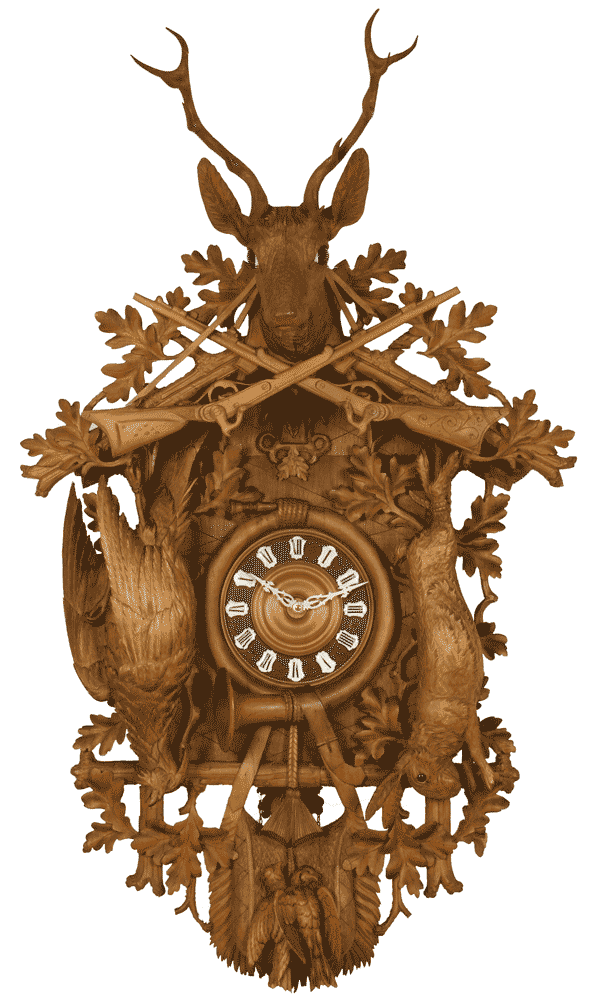
Orologio a cucù, un cosiddetto Jagdstück ("pezzo da caccia"), Foresta Nera, c. 1900, Deutsches Uhrenmuseum.
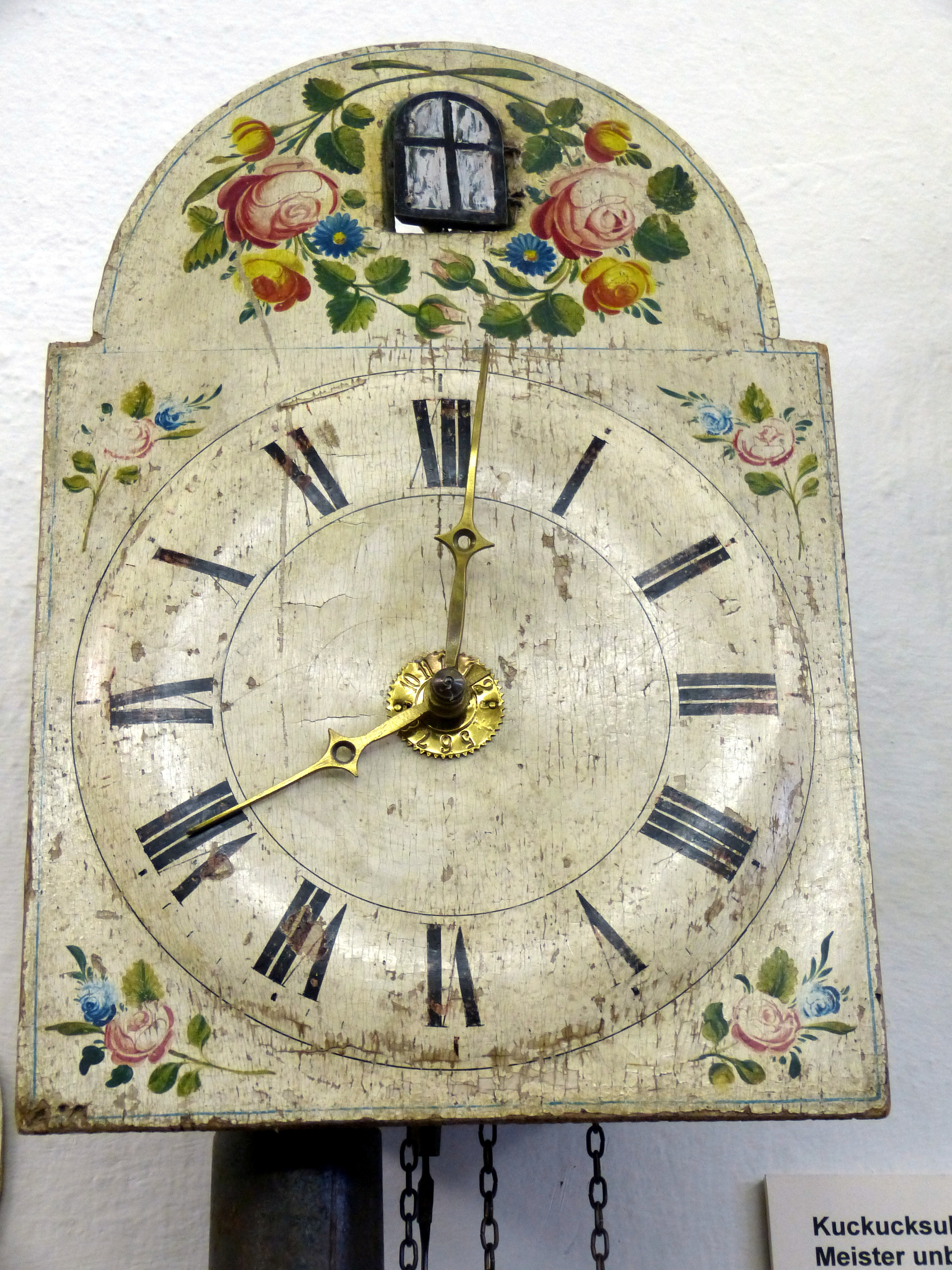
Orologio a cucù a scudo laccato dipinto con rose, XIX secolo.
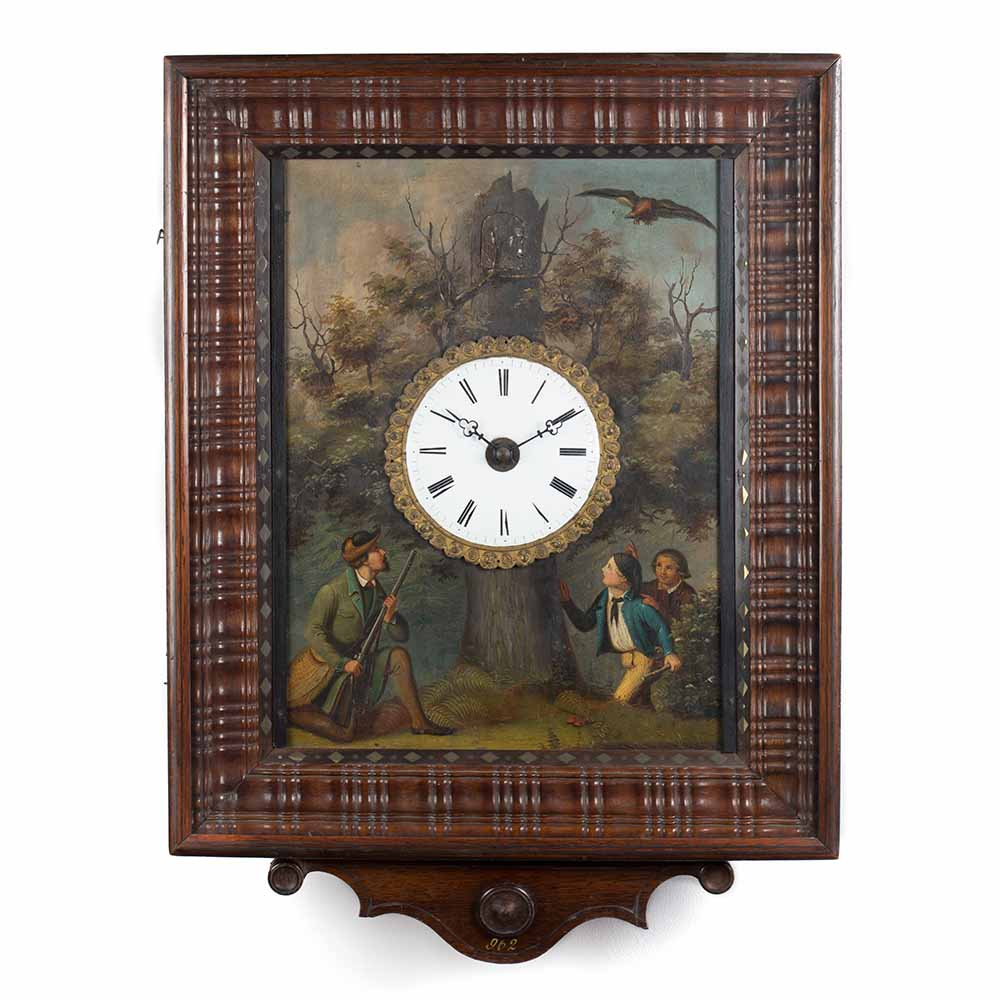
Orologio con cornice, ca. 1870. Quadrante smaltato in un dipinto rettangolare su lamiera: un cacciatore attende un rapace in volo, mentre due ragazzi osservano il tronco d'albero in cui si trova la porta mimetica del cuculo (Deutsches Uhrenmuseum).
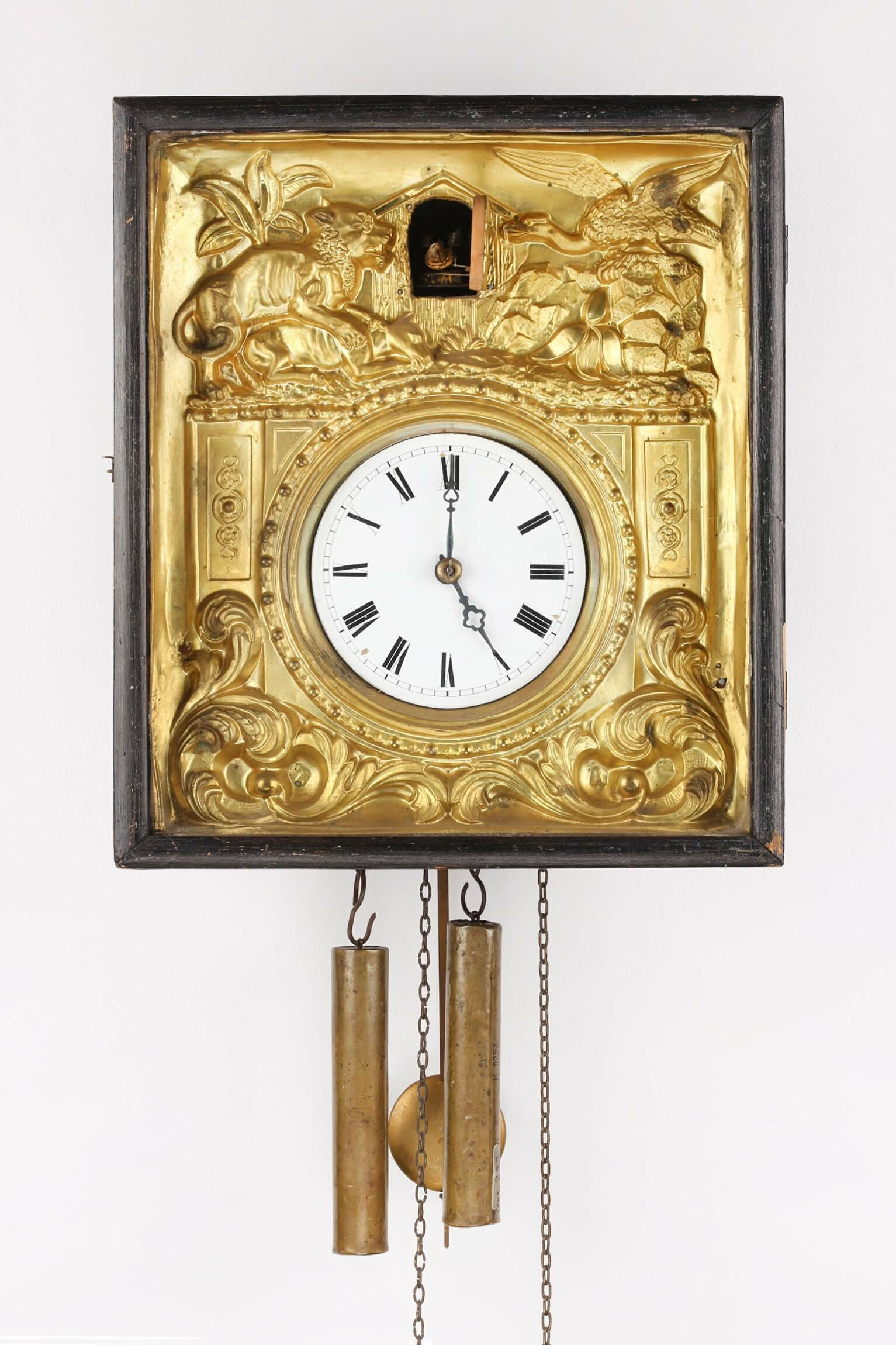
Orologio a cornice con placca in ottone stampata in serie sul davanti, ca. 1850-1880 (Deutsches Uhrenmuseum).
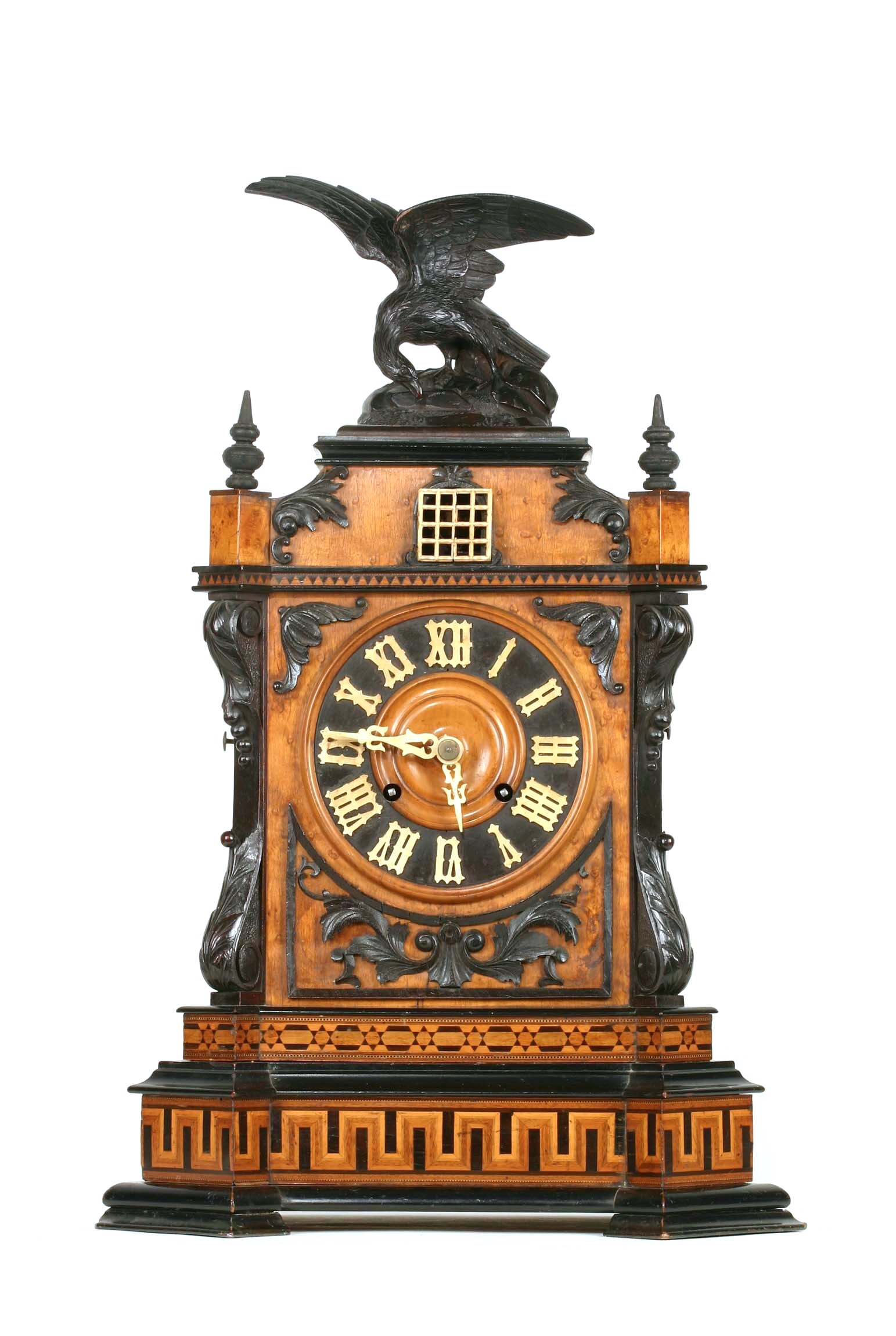
Un orologio da camino neobarocco a molla, attribuito a Johann Baptist Beha, ca. 1885. Porta originale mancante (Deutsches Uhrenmuseum).
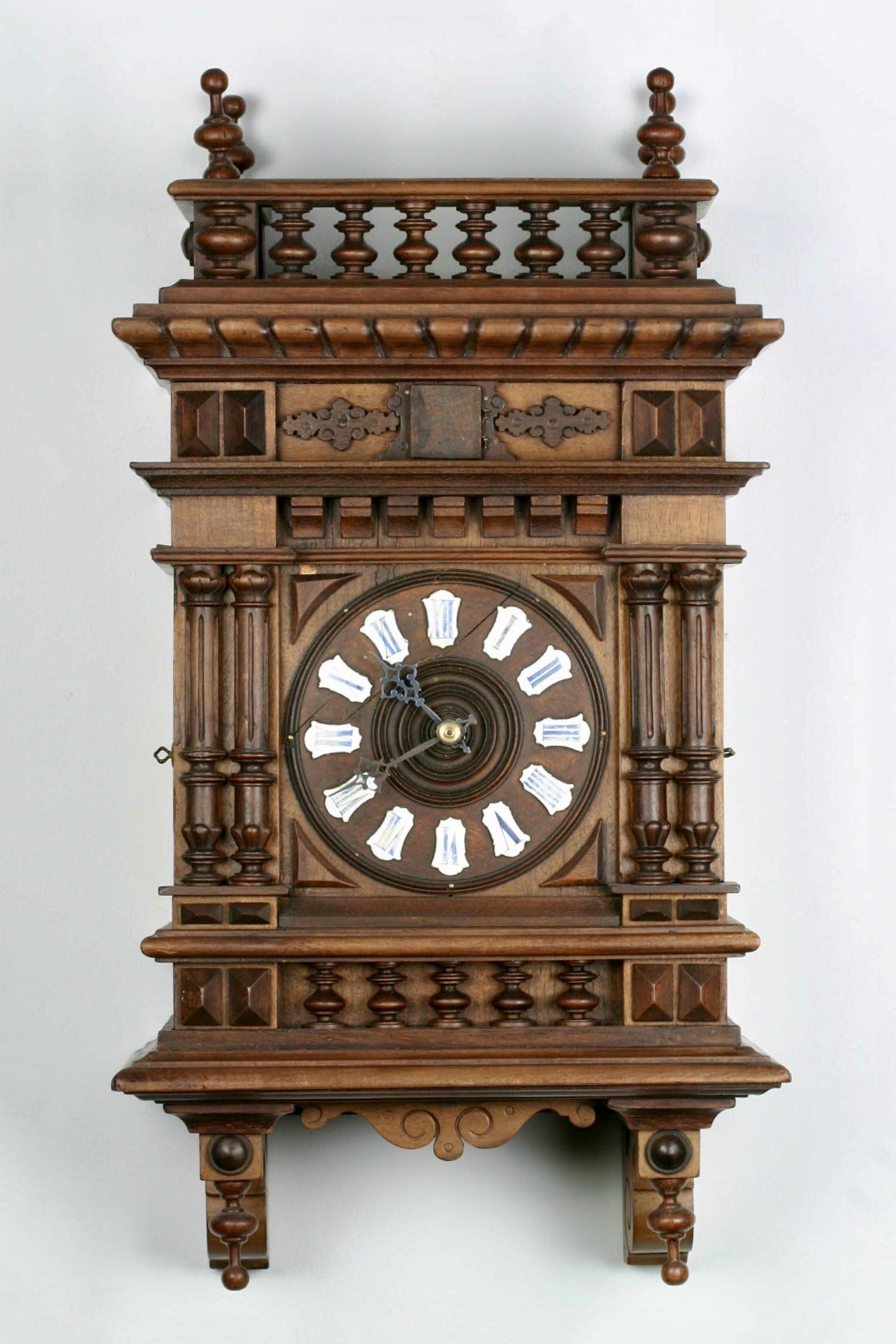
Esemplare neorinascimentale, quadrante con cartigli di numeri romani, ca. 1890 (Deutsches Uhrenmuseum).
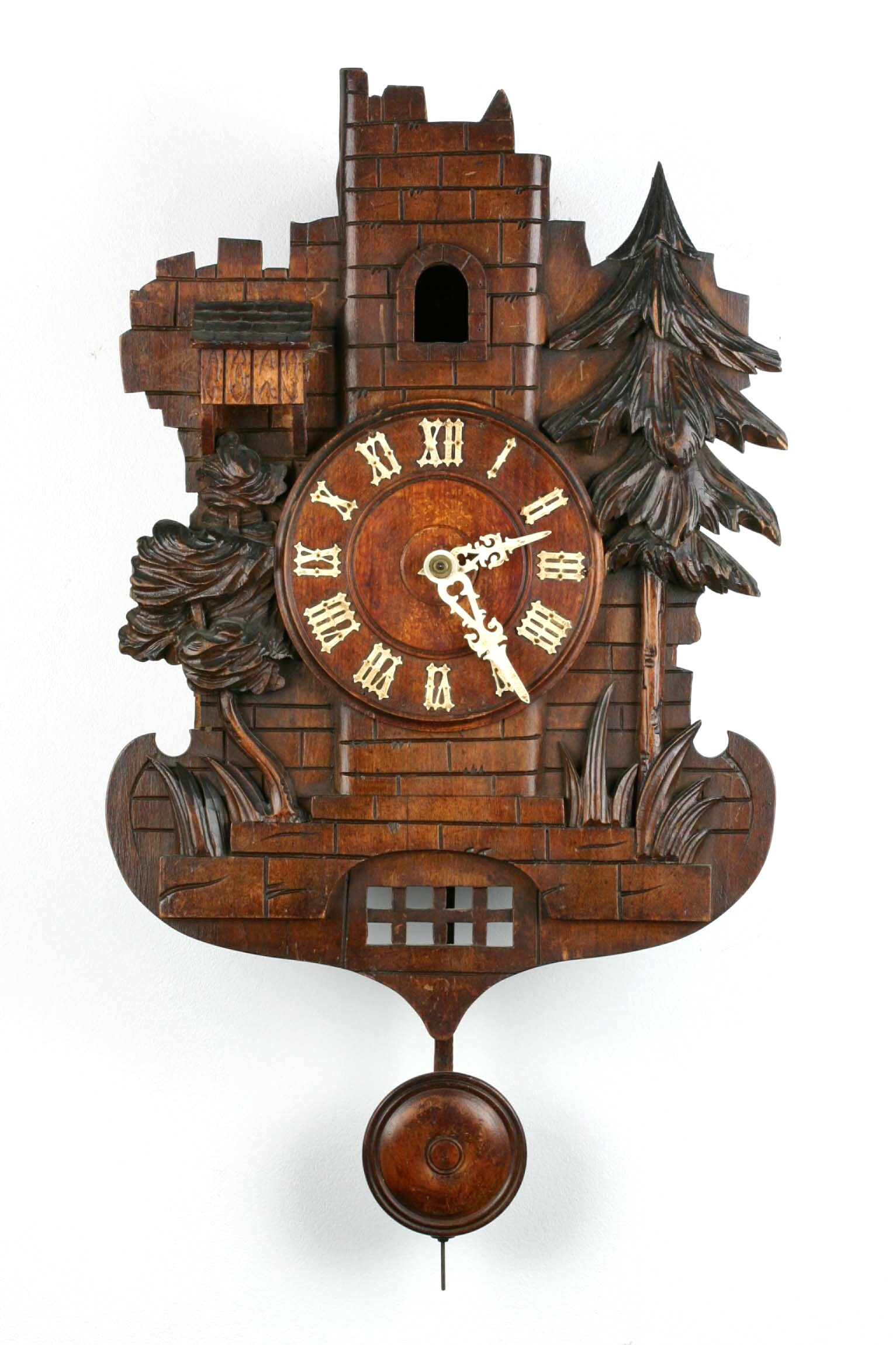
Cassa dell'orologio in rovina simile a un castello con eco. C'è un secondo cuculo più piccolo parzialmente visibile nella garitta a sinistra, ca. 1890 (Deutsches Uhrenmuseum).
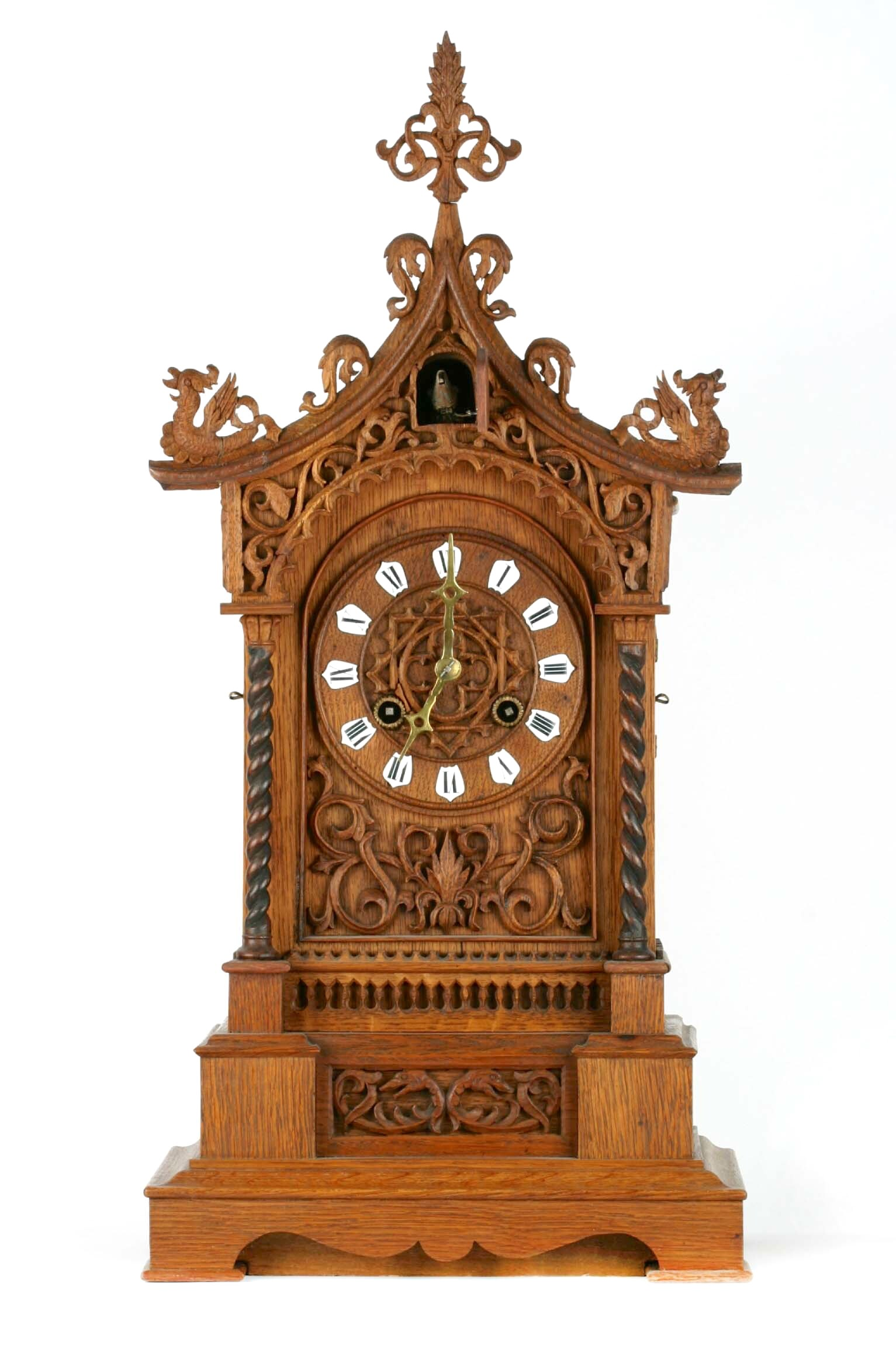
Un pezzo dallo stile eclettico, che unisce motivi decorativi gotici e orientali, come i due draghi sul tetto curvo.